# Uniwersytet Ludwika i Maksymiliana w Monachium
Uniwersytet Ludwika i Maksymiliana w Monachium (niem. Ludwig-Maximilians-Universität München, LMU), skrótowo Uniwersytet Monachijski – niemiecka, publiczna szkoła wyższa z siedzibą w Monachium.

## Historia
Uczelnia sięga tradycjami do założonego w 1472 uniwersytetu w Ingolstadt. W 1800 został on przeniesiony do Landshut (przez Maksymiliana I), a w 1826 do Monachium (przez Ludwika I).
Nazwa uczelni (nadana w 1802) pochodzi od jej założyciela Ludwika IX oraz od Maksymiliana I (który w 1800 przeniósł uczelnię z Ingolstadt do Landshut).
Na uniwersytecie studiowali między innymi: Konrad Adenauer – były kanclerz Niemiec, Wilhelm Röntgen – zdobywca Nagrody Nobla w dziedzinie fizyki oraz Valdas Adamkus – były prezydent Litwy.

## Wydziały
W skład uniwersytetu wchodzi 18 wydziałów:

- 01 Teologii Katolickiej
- 02 Teologii Ewangelickiej
- 03 Prawa
- 04 Zarządzania
- 05 Ekonomii
- 07 Medycyny
- 08 Weterynarii
- 09 Historii i Sztuki
- 10 Filozofii i Religioznawstwa
- 11 Psychologii i Pedagogiki
- 12 Kulturoznawstwa
- 13 Nauki o Języku i Literaturoznawstwa
- 15 Nauk Społecznych
- 16 Matematyki, Informatyki i Statystyki
- 17 Fizyki
- 18 Chemii i Farmacji
- 19 Biologii
- 20 Nauk o Ziemi

Numeracja powyższa jest uwarunkowana historycznie. Wydział 06 (Leśnictwo) przeniesiono do Uniwersytetu Technicznego w Monachium. Wydział 13 powstał przez połączenie z wydziałem 14.